# Tout le monde descend !
Tout le monde descend ! est un téléfilm français réalisé par Renaud Bertrand et diffusé le 26 juin 2011 sur La Une et le 26 octobre 2011 sur France 2.

## Synopsis
Un cadre, pour échapper au chômage accepte un emploi provisoire dans une agence pour l'emploi en banlieue Lyonnaise

## Fiche technique
- Réalisateur : Renaud Bertrand
- Scénario : Quoc Dang Tran, Virginie Chanu et Renaud Bertrand
- Musique : Grégoire Hetzel
- Pays :  France
- Durée : 95 minutes

## Distribution
- Thierry Neuvic : Pierre-Alain Kessler
- Lubna Azabal : Leïla El Fassi
- Daphné Chollet : Astrid Keller
- Jules Angelo Bigarnet : Zachary Kessler
- Nathalie Boutefeu : Magali Soubrier
- Thiên Châu : Mani / Pia
- Pasquale d'Inca : Martial Bellami
- Vincent Martin : André Leclerc
- Stéphan Wojtowicz : Jean-François Lubin
- Brahim Tekfa : Achraf
- Nathalie Blanc : Anne-Lise Stipienko
- Anne Charrier : Nadège Biancourt
- Jean-Michel Portal : Guillaume
- Philippe Bas : le demandeur d'emploi